# 马打兰苏丹国
馬打藍蘇丹國（Sultanate of Mataram）是爪哇岛被荷兰東印度公司完全殖民之前最后一个主要的独立的爪哇王国。 从16世纪末到18世纪初，它是从中爪哇内部向外辐射的主导政治力量。于1586年由马打蓝（今日惹特区一带）的领主苏托维佐约推翻巴章国后建立。苏丹阿贡在位时一度统一中爪哇，曾两度进攻荷兰東印度公司统治下的巴达维亚。马塔兰在苏丹Agung Anyokrokusumo（1613-1645 年在位）统治时期达到权力顶峰，并在1645年他去世后开始衰落。后长期内乱，1755年被荷兰東印度公司分裂为日惹苏丹国和梭罗苏丹国两个附属于荷兰東印度公司的附庸。